# Hypognatha lamoka
Hypognatha lamoka là một loài nhện trong họ Araneidae.
Loài này thuộc chi Hypognatha. Hypognatha lamoka được Herbert Walter Levi miêu tả năm 1996.